# Fotograma (fotografía)

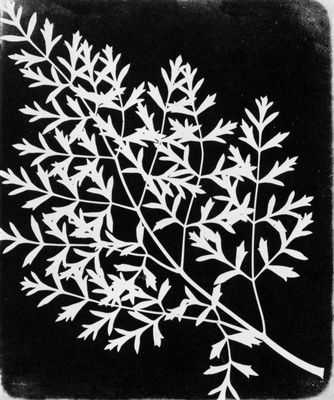
Un fotograma de William Henry Fox Talbot (c. 1860)

Un fotograma, en francés photogramme  y en inglés photogram, es una imagen fotográfica obtenida sin el uso de una cámara mediante la colocación de objetos por encima de una superficie fotosensible como una película o papel fotográfico y la exposición posterior a la luz directa. Es un procedimiento fotográfico que al ser utilizado con fines artísticos ha recibido diferentes denominaciones como rayogramas, schadografías o dibujos fotogénicos.

## Principios de obtención
Las primeras fotografías fueron con frecuencia fotogramas. William Henry Fox Talbot realizó bastantes colocando hojas y objetos directamente sobre una hoja de papel fotográfico y exponiéndolos a la luz. Los objetos opacos aparecen nítidamente definidos; los semitransparentes se registran en tonos de gris que dependen de su grado de opacidad. La dirección de la luz que incide sobre los objetos, el color de la fuente luminosa y el movimiento de los objetos también influyen en el resultado.

Creación de un fotograma: Una fuente de luz (1) ilumina el objeto (2 y 3) que está colocado directamente sobre una superficie fotosensible. Dependiendo de la distancia de los objetos a la película, su sombra es más nítida (7) o más difusa (5). Las zonas de la película que se hallan en la sombra (6) proporcionan un color blanco, la traza de los objetos con partes transparentes o translúcidas se convierte en gris y las zonas que están plenamente expuestas (4) se ennegrecen.

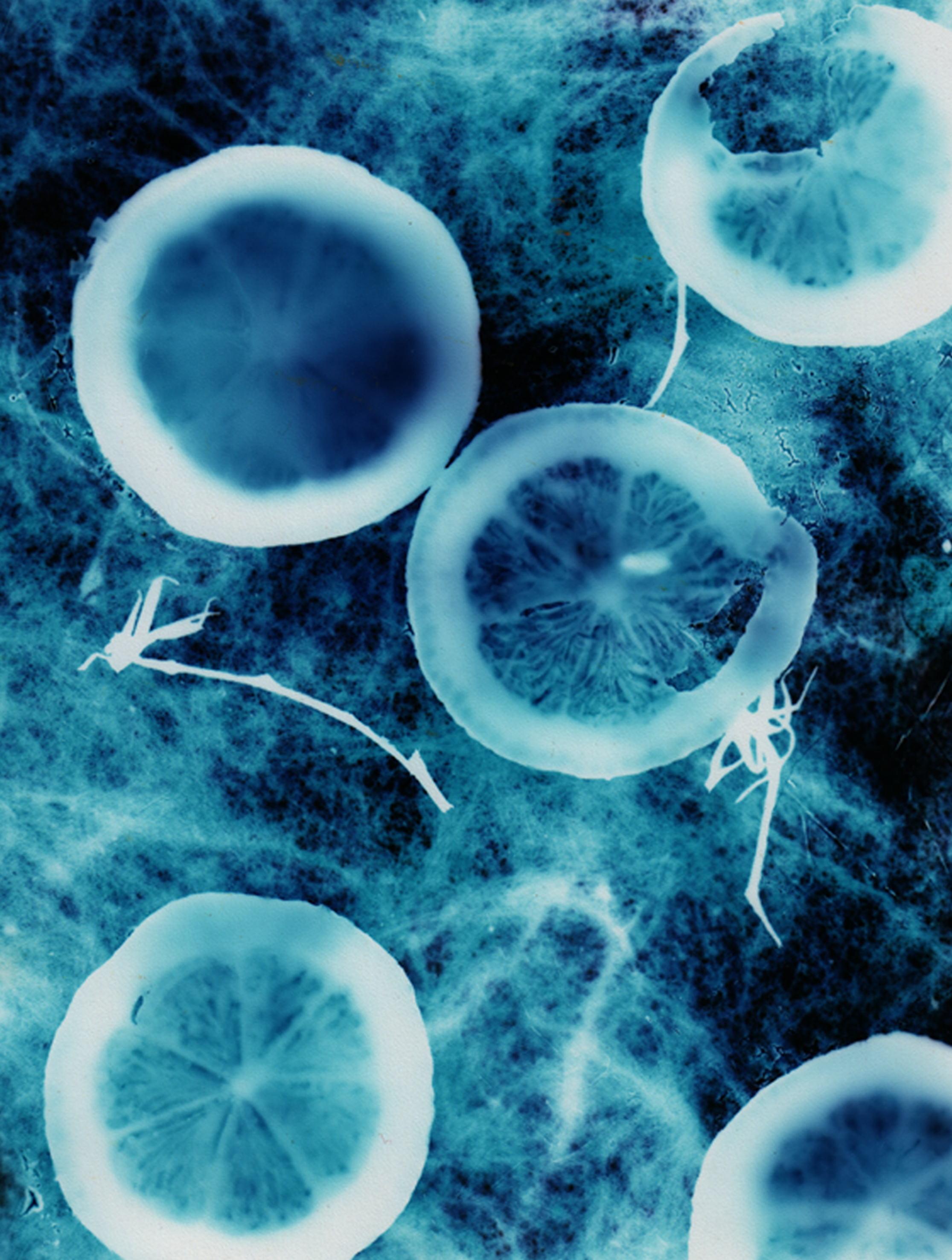
Ejemplo de fotograma.

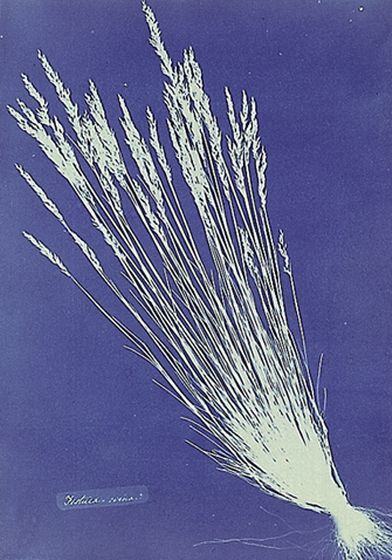
Un cianotipo realizado con hilos de festuca por Anna Atkins en 1854.

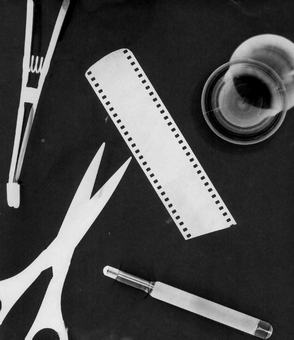
Ejemplo típico de fotograma en blanco y negro.

Man Ray llamó rayogramas o en inglés rayographs, a las imágenes que se obtienen utilizando como fuente de luz la ampliadora; cuando ésta se enciende proyecta una serie de sombras que se reproducen en el papel y dan lugar a la imagen. László Moholy-Nagy realizó sus fotogramas por diversos procedimientos, pero una importante aportación fue el empleo de materiales semitransparentes o trasparentes; una forma de hacer fotogramas era dejar objetos sobre el material fotosensible durante suficiente tiempo para que se ennegreciesen las zonas expuestas directamente a la luz, aunque también trabajaba en el laboratorio fotográfico.
Christian Schad llamó a sus fotogramas «schadografías» y en ellas imprimía una silueta sobre papel sensible a la luz. Edmund Kesting utilizó los productos del revelado para crear fotogramas directamente y Pierre Cordier llamó quimigramas a la obtención de imágenes a plena luz mediante la acción directa de los productos de revelado.

## Diferentes denominaciones
- Dibujos fotogénicos fue la denominación creada por William Fox Talbot para nombrar sus primeras fotografías.
- Schadografías fue la denominación creada por Christian Schad.
- Rayogramas o rayografos fue la denominación creada por Man Ray.
- Quimigrama fue la denominación creada por Pierre Cordier.

## Fotógrafos que han practicado el fotograma
| - Thomas Bachler - Aurel Bauch - Vane Bor - Kilian Breier - Elisabeth Bryant - Evelyn Coutas - Rolf Cavael - Chargesheimer - Imogen Cunningham - Ei-Kyu - Joan Fontcuberta - Adam Füss - Heinz Hajek-Halke - Raoul Hausmann - Robert Heinecken | - Jindřich Heisler - Karol Hiller - Natalie Ital - György Kepes - Edmund Kesting - Marcel Lefrancq - El Lissitzky - Edouard Louis Théodore Mesens - Len Lye - László Moholy-Nagy - Joyce Neimanas - Oskar Nerlinger - Floris Michael Neusüss - Pablo Picasso - Sigmar Polke | - Robert Rauschenberg - Man Ray - Aleksandr Ródchenko - Jaroslav Rössler - Theodore Roszak - Dieter Roth - Christian Schad - Kurt Schwitters - Kunie Sugiura - Maurice Tabard - Raoul Ubac - Luigi Veronesi - Wols - André Villers - Piet Zwart - Lee Miller |